# Cairell II mac Fíachnai
Cairell II mac Fíachnai (zm. 819 r.) – król Ulaidu (Ulsteru) z dynastii Dál Fiatach od 810 r. do swej śmierci, przodek Uí Chairill z Downpatrick, syn Fiachny IV mac Áeda Róin (zm. 789 r.) i brat oraz następca Eochaid VI mac Fíachnai, królów Ulaidu.
W 809 r. arcykról Áed VI Oirdnide zorganizował kampanię wojenną przeciw Ulaidowi, niszcząc tereny od jeziora Bann do jeziora Strangford. Przyczyną tego najazdu była obraza relikwiarza św. Patryka oraz zabójstwo Dúnchú, zwierzchnika Tulach Léis (Tullylisk, hr. Down), przez Ulsterczyków. Cairell postanowił wykorzystać okazję, by zdobyć tron Ulaidu. Doszło wówczas do wojny domowej. W bitwie pokonał swego brata Eochaida VI, który uciekł. Tenże zmarł w niedługi czas, w 810 r. Dzięki temu Cairell mógł objąć upragnioną władzę nad Ulaidem. Źródła wspominają pod rokiem 811, że doszło do najazdu pogan (wikingów) na wybrzeże Ulsteru. Wówczas mieszkańcy Ulsteru dokonali rzezi pogan. 
W 819 r. Muiredach mac Eochada postanowił zemscić się za ojca, wydając wojnę stryjowi Cairellowi. W tym celu zapewne, jak sugeruje Księga z Leinsteru, postarał się o pomoc Uí Echach Cobo. Dzięki temu wsparciu mógł pokonać i zabić Cairella w bitwie pod Lapast w Carn Cantain. Prawdopodobnie ceną za uzyskane wsparcie wojskowe była umowa z Máel Bressailem mac Ailella, królem 
Uí Echach Cobo, w sprawie obsady tronu Ulaidu. Bowiem ten objął władzę, a po nim Muiredach. 
Potomkowie Cairella, ród Uí Chairill, nigdy nie uzyskali tronu Ulaidu. Królewskość przeszła na potomków jego brata Eochaida. Jednak jego potomkowie byli wybitnymi uczonymi w klasztornym centrum królewskim w Downpatrick. Jednym z nich był Muircertach, uczony i historyk.